# Second prêtre d'Amon
Le second prêtre d'Amon (hem netjer sen-nu en Amon), également appelé deuxième prophète d'Amon, est un haut fonctionnaire sacerdotal du culte du dieu Amon.

## Histoire

### Nouvel Empire

Deuxième prophète d'Amon Âanen, frère de la reine Tiyi.

La fonction de deuxième prophète d'Amon a été créée au Nouvel Empire, au début de la XVIIIe dynastie, sous le règne d'Ahmôsis Ier. Une stèle de donation de Karnak rapporte comment le roi Ahmôsis Ier crée la fonction de second prophète d'Amon et la dote de terres, de biens et d'administrateurs. Le poste de second prophète d'Amon est placé sous l'autorité de l'épouse du dieu Amon lors de sa création.

« Fait en présence des [...fonctionnaires...] du territoire de Thèbes et de la prêtrise du temple d'Amon. Ce qui a été dit m hm n stp-si l.p.h. en ce jour, [disant] : « " La fonction de second prêtre d'Amon [appartiendra] à l'épouse de Dieu, grande épouse royale, unie à la couronne blanche, Ahmès-Néfertary, vivante ; ayant été faite pour elle dans un imyt-pr, de fils en fils, d'héritier en héritier, [sans permettre] qu'elle [soit] interférée par qui que ce soit pour les siècles des siècles. ». »

La donation est donnée à Ahmès-Néfertary et à ses descendants. L'acte est signé et confirmé ultérieurement par un oracle. Des documents d'une époque ultérieure indiquent qu'à ce poste, elle aurait été responsable de toutes les propriétés du temple, de l'administration des domaines, des ateliers, des trésoreries et de tout le personnel administratif associé.
Sous le règne d'Hatchepsout et de Thoutmôsis III, le second prophète est impliqué dans les constructions royales à Karnak. Le second prophète Pouimrê supervise l'érection d'une chapelle en ébène dédiée à Hatchepsout, la construction de deux obélisques pour Thoutmôsis II et la construction de portes en calcaire de Tourah. Dans la tombe de Pouimrê, il est indiqué qu'il est en outre chargé de recevoir des marchandises des oasis et des tributs de Nubie, y compris des captifs.

### Troisième Période intermédiaire
Sous les grands prêtres d'Amon Piânkh et Pinedjem Ier, à la XXIe dynastie, le poste de second prophète est occupé par des parents des grands prêtres. À partir de l'époque de Menkhéperrê, les postes de second, troisième et quatrième prophètes d'Amon ne sont plus occupés par la famille du grand prêtre d'Amon. Ces postes sont attribués à des nobles thébains locaux, qui se marient souvent avec la famille du grand prêtre.
Au cours de la XXVe dynastie, les souverains nubiens brisent l'emprise des familles locales sur ces postes de prêtres. Chabaka nomme Kelbasken comme quatrième prophète et plus tard son fils Horemakhet comme grand prêtre d'Amon. Taharqa nomme son fils Nesshoutefnout comme second prophète d'Amon.

## Principaux seconds prêtres d'Amon
| N12 | F31 | F35 | M17 | X1 · D21 · Z4 | B7 |

| N12 | F31 | F35 | M17 | X1 · D21 · Z4 | B7 |

| Q3 | G43 | M17 | G17 | N5 · Z1 |

| Q3 | G43 | M17 | G17 | N5 · Z1 |

| F35 | I9 · D21 | R4 · X1 · Q3 | Z7 · Y1 |

| F35 | I9 · D21 | R4 · X1 · Q3 | Z7 · Y1 |

| aA · a | n · n · D55 |

| aA · a | n · n · D55 |

| G39 | , | N35 · Aa1 · N35 | s | A51 |

| G39 | , | N35 · Aa1 · N35 | s | A51 |